# اتل روخو
اتل روخو (اسپانیایی: Ethel Rojo‎؛ ‏ ۲۳ دسامبر ۱۹۳۷ – ۲۴ ژوئن ۲۰۱۲) بازیگر و کارگردان نمایش اهل آرژانتین بود.
از فیلم‌های او می‌توان به شب سرقت و سه عضو صلیب سرخ اشاره کرد.